# Roar (Six Flags America)
Roar in Six Flags America (Upper Marlboro, Maryland, USA) ist eine Holzachterbahn vom Hersteller Great Coasters International, die am 2. Mai 1998 im damaligen Adventure World eröffnet wurde.
Als Besonderheit besitzt die Bahn einen ca. 61 m langen überdachten Tunnel.

## Züge
Roar besitzt zwei Züge des Herstellers Philadelphia Toboggan Coasters mit jeweils sechs Wagen. In jedem Wagen können vier Personen (zwei Reihen à zwei Personen) Platz nehmen.